# Герб комуни Севше
Герб комуни Севше (швед. Sävsjö kommunvapen) — символ шведської адміністративно-територіальної одиниці місцевого самоврядування комуни Севше. 

## Історія
Герб було розроблено для міста Севше. Отримав королівське затвердження 1947 року.    
Після адміністративно-територіальної реформи, проведеної в Швеції на початку 1970-х років, муніципальні герби стали використовуватися лишень комунами. Цей герб був 1971 року перебраний для нової комуни Севше.
Герб комуни офіційно зареєстровано 1974 року.

## Опис (блазон)
Щит перетятий на золоте і синє поля, у синьому — золота мурована фортеця з трьома мерлонами.

## Зміст
Золота мурована фортеця з трьома мерлонами означає руїни замку Екшеговґорд. Перетятий на золото і синє щит є гербом молодшого роду Стуре.